# Hatzfeld
Pour les articles homonymes, voir Hatzfeld (homonymie).

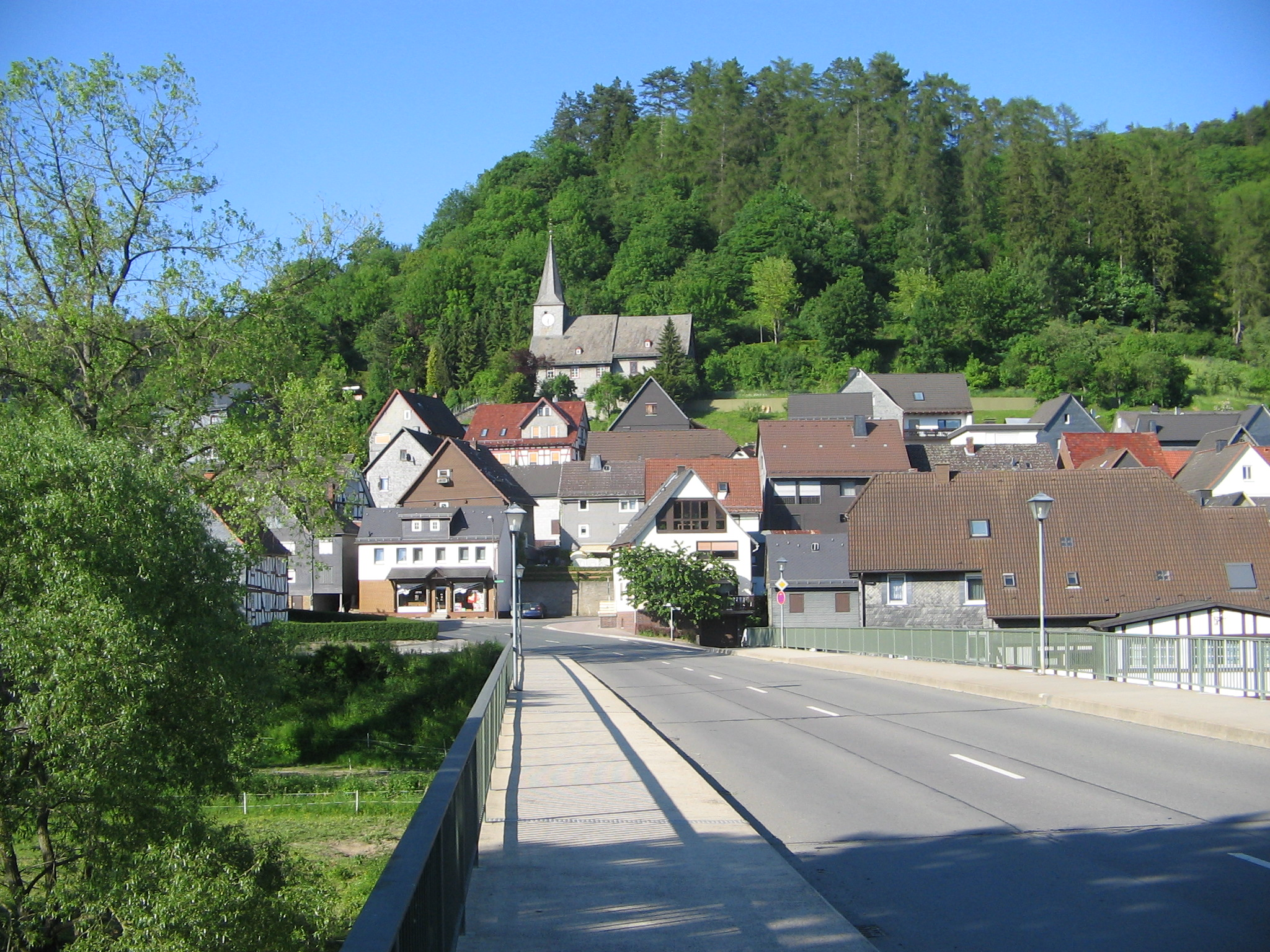
Vue de Hatzfeld.

Hatzfeld est une ville allemande située dans le land de Hesse et l'arrondissement de Waldeck-Frankenberg.

## Géographie
Hatzfeld est située dans la partie occidentale du land, à 25 km au nord-ouest de Marbourg et au nord du Sackpfeife, qui culmine à 674 m, dans la vallée de l'Eder.
Les communes limitrophes de Hatzfeld sont Battenberg au nord et à l'est, Biedenkopf, située dans l'arrondissement de Marbourg-Biedenkopf, au sud et Bad Berleburg, située dans l'arrondissement de Siegen-Wittgenstein et le land de Rhénanie-du-Nord-Westphalie, à l'ouest.

## Histoire
Hatzfeld est mentionnée pour la 1re fois dans un document daté de 1138. En 1340, elle est élevée au rang de ville. À l'extinction de la famille Hatzfeld, en 1570, la moitié de la ville puis, plus tard, l'intégralité échoit à la Maison de Hesse. En 1866, après la Guerre austro-prussienne, Hatzfeld est annexée à la Prusse et perd, en 1885, son statut de ville qui lui est de nouveau octroyé en 1950.

## Administration
Administrativement, Hatzfeld est composée des six localités suivantes :
- Biebighausen
- Eifa
- Hatzfeld
- Holzhausen
- Lindenhof
- Reddighausen

## Jumelage
La commune est jumelée avec la ville de :
- Cloyes-sur-le-Loir (France)

## Monuments
- Chapelle Emmaüs (XIIe siècle)
- Église évangélique luthérienne Saint-Jean (XIVe siècle)
- Église catholique Saint-Hubert (XIXe siècle)